# Quebo
Quebo est une ville de Guinée-Bissau située dans la région de Tombali.

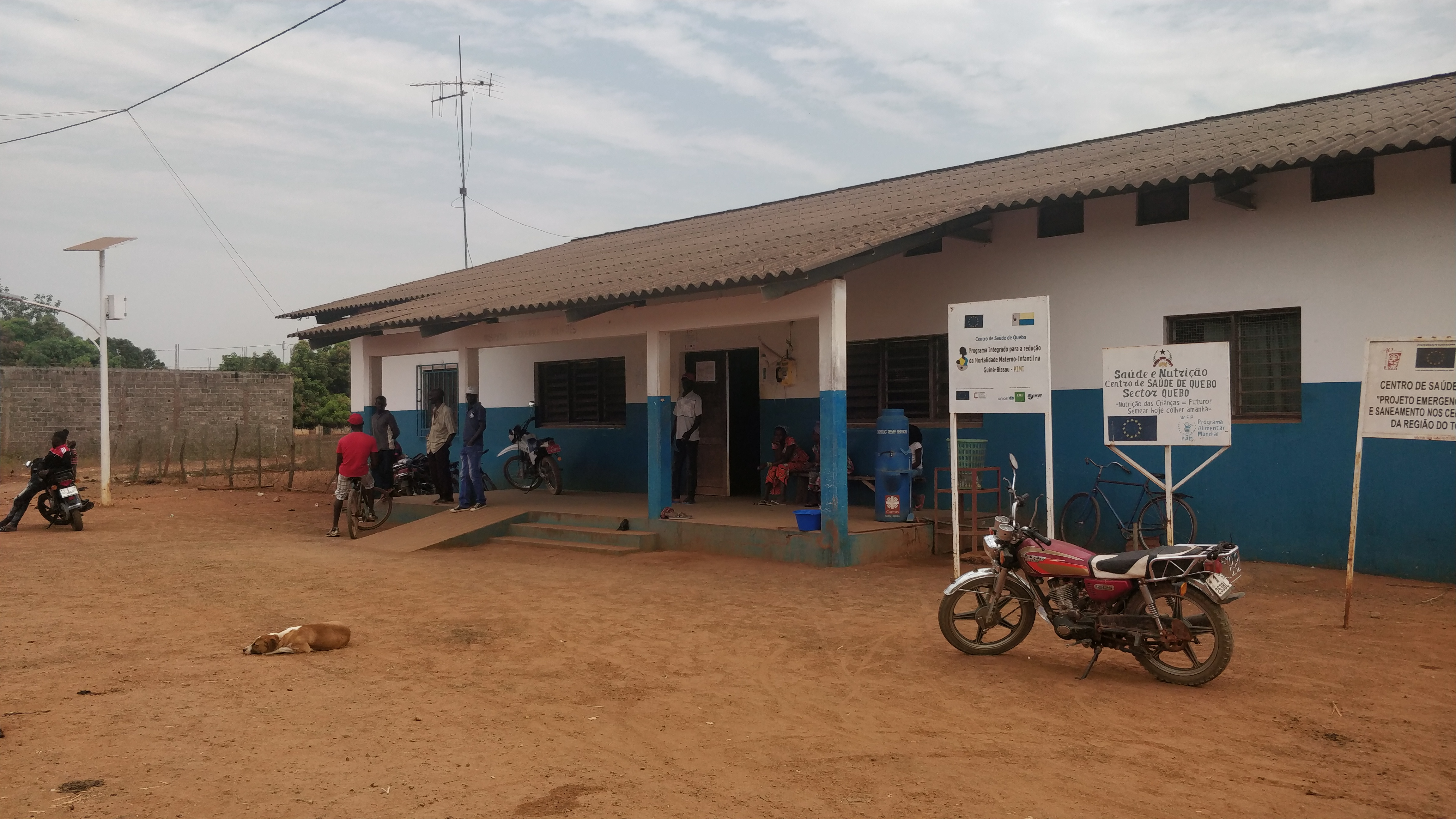
Quebo – Vue